# 深河乡 (竹山县)
深河乡，是中华人民共和国湖北省十堰市竹山县下辖的一个乡镇级行政单位。

## 行政区划
深河乡下辖以下地区：
深河村、井泉村、茅坝村、双湾村、麻线村、秦家村、青龙村和两道村。